# Bulbophyllum unicaudatum
Bulbophyllum unicaudatum är en orkidéart som beskrevs av Rudolf Schlechter. Bulbophyllum unicaudatum ingår i släktet Bulbophyllum och familjen orkidéer.

## Underarter
Arten delas in i följande underarter:
- B. u. unicaudatum
- B. u. xanthosphaerum